# Sacrista del Palazzo apostolico
Il Sacrista del Palazzo apostolico era l'ecclesiastico che aveva l'incarico di conservare i vasi sacri, gli arredi e le reliquie custodite nel Sacrario apostolico. Il suo ufficio fu soppresso nel 1991.

## Storia
Il Sacrista del Palazzo apostolico era tradizionalmente scelto tra i frati dell'Ordine degli eremitani di Sant'Agostino (tale consuetudine iniziò nel 1352 e fu codificata da papa Alessandro VI con la bolla Ad Sacram Ordinis, quale privilegio esclusivo degli agostiniani) e, a partire dal pontificato di papa Clemente VIII, gli veniva regolarmente conferita la dignità di vescovo in partibus.
Egli assisteva il papa durante le solenni cerimonie religiose e il suo compito principale era quello di assumere, prima dell'offertorio, una piccola quantità di vino destinato alla consacrazione dal calice papale, sia per constatare la qualità del vino, sia per accertare che non vi fosse stato aggiunto veleno.
Nel 1824 papa Leone XII lo costituì parroco dei Sacri Palazzi apostolici.
Con la costituzione Ex Lateranensi pacto del 30 maggio 1929, papa Pio XI stabilì che lo Stato della Città del Vaticano, benché il suo territorio fosse ricompreso in quello della diocesi di Roma, avesse un'amministrazione religiosa autonoma; ne affidò la cura pastorale al Sacrista pro tempore del Palazzo apostolico e la sua giurisdizione si estendeva anche sui palazzi Lateranense e di Castel Gandolfo e sulle ville Cybo e Barberini, ma ne erano esenti la basilica e la canonica di San Pietro.
Papa Paolo VI, con motu proprio Pontificalis domus del 28 marzo 1968, diede al Sacrista del Palazzo apostolico il titolo di Vicario generale del Sommo Pontefice per la Città del Vaticano.
L'ufficio di Sacrista fu soppresso da papa Giovanni Paolo II con chirografo del 14 gennaio 1991: le sue mansioni furono trasferite al Maestro delle celebrazione liturgiche del Sommo Pontefice. I frati agostiniani conservarono la cura pastorale della parrocchia di Sant'Anna in Vaticano.

## Cronotassi dei Sacristi del Palazzo apostolico
Dal XIV secolo al XX secolo rivestirono l'ufficio di Sacrista del Palazzo apostolico i seguenti agostiniani:
- Pietro Gaufridi, O.E.S.A. † (1352 - 1361), vescovo di Tolone
- Raimondo Daconis, O.E.S.A. † (1362 - 1375), vescovo di Tolone
- Pietro Amely, O.E.S.A. † (1375 - 1401), vescovo di Senigallia
- Pietro Assibiti, O.E.S.A. † (1401 - 1440), vescovo di Oloron
- Rodolfo Castellano, O.E.S.A. † (1440 - 1460), vescovo di Città di Castello
- Giovanni Giamberoni Bucci, O.E.S.A. † (1460 - 1483), vescovo di Città di Castello
- Giovanni Paolo de Bossis, O.E.S.A. † (1483 - 1501), abate di San Sebastiano
- Agostino da Città di Castello, O.E.S.A. † (1501 - 1503), senza titolo vescovile
- Zaccaria da Savona, O.E.S.A. † (1504 - 1504), senza titolo vescovile
- Nicola Foresi, O.E.S.A. † (1504 - 1508), vescovo di Durazzo
- Gabriele Mascioli, O.E.S.A. † (1508 - 1534), vescovo di Durazzo
- Alfonso Oliva, O.E.S.A. † (1534 - 1544), vescovo di Bovino
- Giovanni Barba, O.E.S.A. † (1544 - 1465), vescovo di Terni
- Egidio de Valenti, O.E.S.A. † (1565 - 1568), vescovo di Nepi e Sutri
- Giuseppe Panfilo, O.E.S.A. † (1568 - 1574), vescovo di Segni
- Agostino Molari, O.E.S.A. † (1574 - 1595), senza titolo vescovile
- Angelo Rocca, O.E.S.A. † (1595 - 1620), vescovo di Tagaste
- Giovanni Battista d'Asti, O.E.S.A. † (1620 - 1620), vescovo di Tagaste
- Vincenzo Spinola, O.E.S.A. † (1620 - 1623), vescovo di Tagaste
- Fulgenzio Gallucci, O.E.S.A. † (1623 - 1624), vescovo di Tagaste
- Fortunato Sacco, O.E.S.A. † (1624 - 1639), vescovo di Tagaste
- Taddeo Altini, O.E.S.A. † (1639 - 1655), vescovo di Porfireone
- Ambrogio Landucci, O.E.S.A. † (1655 - 1669), vescovo di Porfireone
- Giuseppe Eusanio, O.E.S.A. † (1669 - 1692), vescovo di Porfireone
- Pietro Lamberto Le Drou, O.E.S.A. † (1692 - 1712), vescovo di Porfireone
- Agostino Nicola Abbati Olivieri, O.E.S.A. † (1713 - 1731), vescovo di Porfireone
- Tommaso Cervioni, O.E.S.A. † (1731 - 1741), vescovo di Porfireone
- Silvestro Merani, O.E.S.A. † (1742 - 1764), vescovo di Porfireone
- Nicola Landini, O.E.S.A. † (1764 - 1782), vescovo di Porfireone
- Francesco Saverio Cristiano, O.E.S.A. † (1782 - 1800), vescovo di Porfireone
- Giuseppe Bartolomeo Menocchio, O.E.S.A. † (1800 - 1823), vescovo di Porfireone
- Giuseppe Perugini, O.E.S.A. † (1823 - 1829), vescovo di Porfireone
- Giovanni Augustoni, O.E.S.A. † (1829 - 1839), vescovo di Porfireone
- Giuseppe Castellani, O.E.S.A. † (1839 - 1854), vescovo di Porfireone
- Giuseppe Palermo, O.E.S.A. † (1855 - 1856), vescovo di Porfireone
- François Marinelli, O.E.S.A. † (1856 - 1887), vescovo di Porfireone
- Guglielmo Pifferi, O.E.S.A. † (1887 - 1910), vescovo di Porfireone
- Agostino Zampini, O.E.S.A. † (1910 - 1937), vescovo di Porfireone
- Alfonso De Romanis, O.S.A. † (1937 - 1951), vescovo di Porfireone
- Pietro Canisio van Lierde, O.S.A. † (1951 - 1991), vescovo di Porfireone